# Verbatim (Unternehmen)
Die Verbatim Corporation (lateinisch verbatim ‚Wort für Wort‘ oder ‚wortgetreu‘) ist ein US-amerikanisches Tochterunternehmen der taiwanesischen CMC Magnetics und ein weltweit führender Hersteller von digitaler Speichermedien mit Hauptsitz in Charlotte (North Carolina). Bis 2019 gehörte Verbatim zu Mitsubishi Chemical.

## Geschichte
Die Verbatim Corporation wurde 1969 gegründet und 1990 von Mitsubishi Chemical übernommen. Sie gehörte zu deren Tochtergesellschaft Mitsubishi Kagaku Media Co. Ltd. Verbatim ist weltweit tätig mit Niederlassungen in Amerika, Europa, Südafrika, Singapur, Hongkong und Australien.
Verbatim war zunächst im Bereich der Herstellung magnetischer Speichermedien tätig, so gehörten zum Portfolio lange Zeit Disketten in verschiedenen Abmessungen und Speicherkapazitäten.
Zum 30. Juni 2007 übernahm Verbatim mit Smartdisk einen der führenden US-amerikanischen Anbieter von Speicherprodukten und legte so den Grundstein für den Vertrieb von eigenen externen Festplatten.
Nachdem Mitsubishi im Jahr 2019 einem Verkauf an CMC Magnetics zugestimmt hatte wurde dieser 2020 vollzogen.

## Produkte

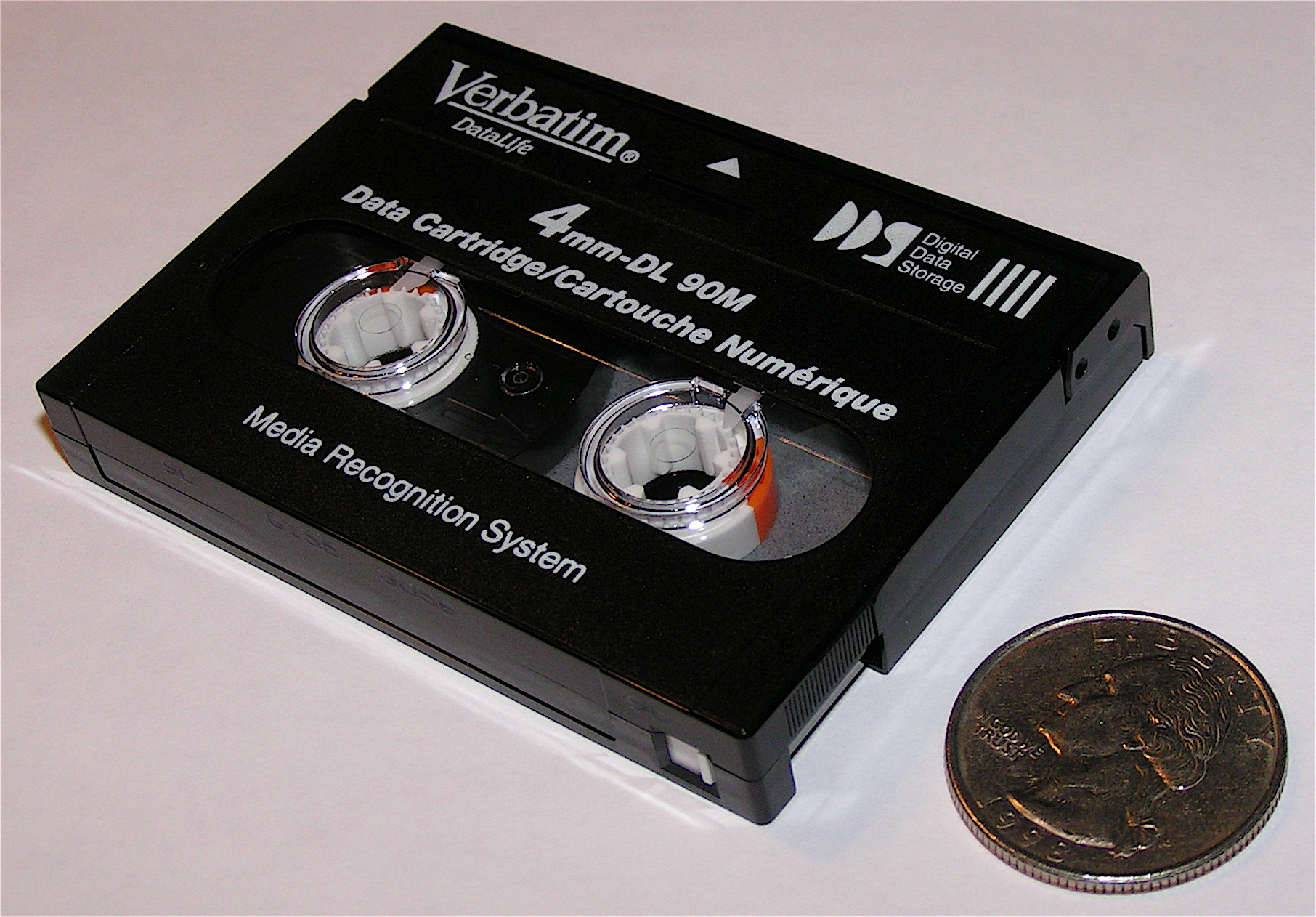
DDS1-Kassette von Verbatim im Größenvergleich mit einer US-amerikanischen Vierteldollar-Münze

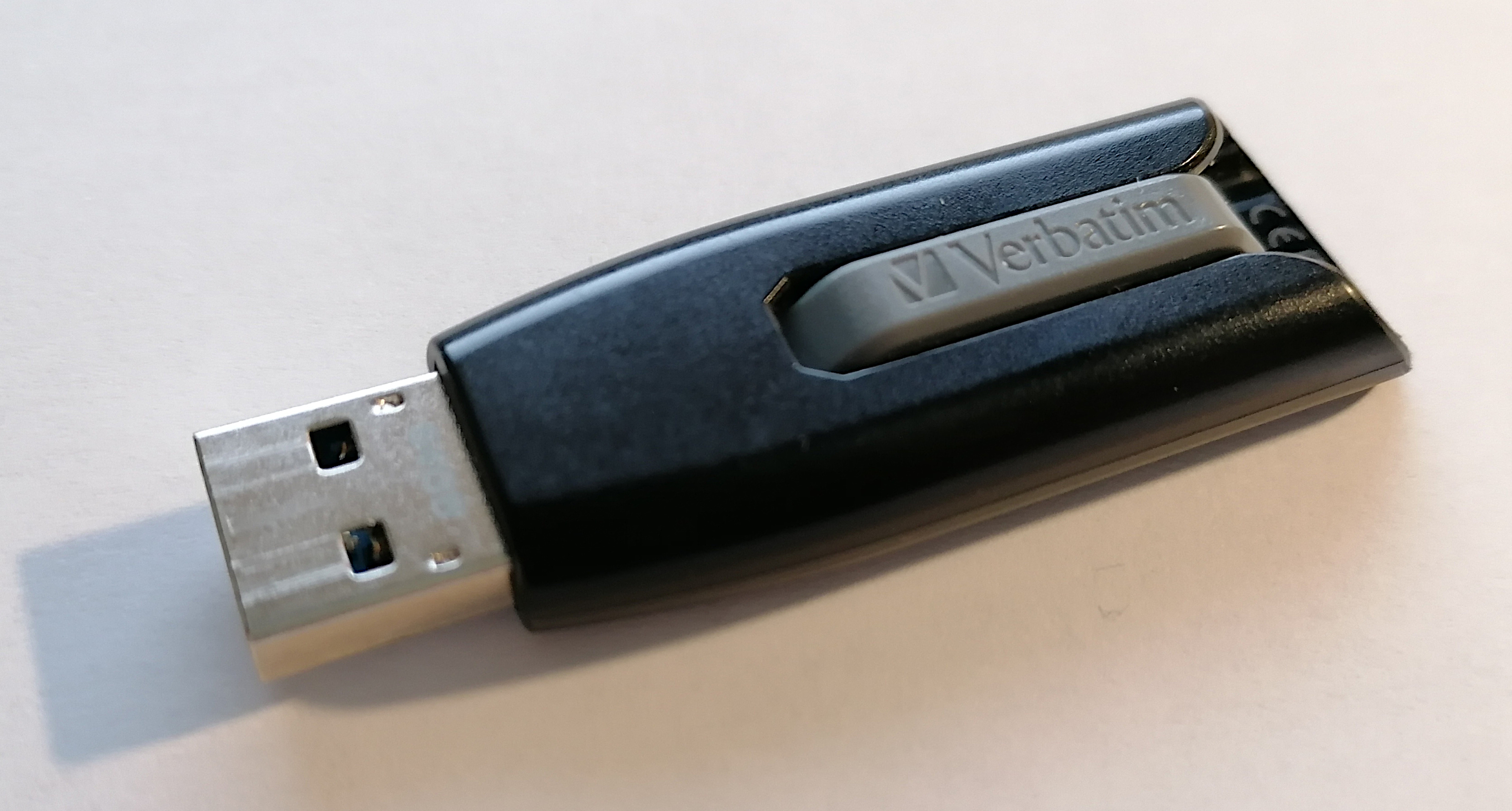
USB-3.0-Stick mit 64 GB Speicherkapazität von Verbatim aus der Produktreihe Store 'n' Go

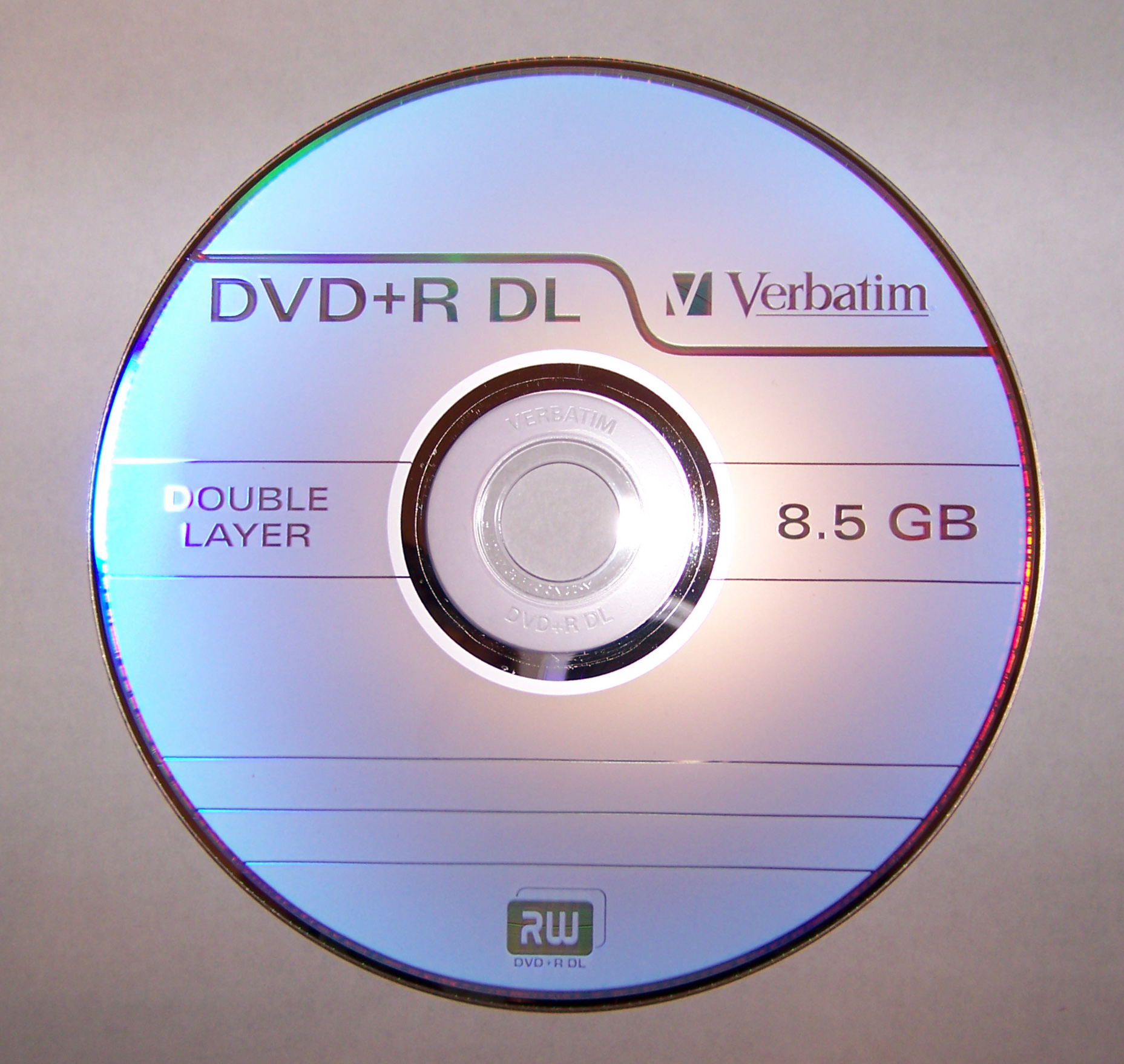
DVD+R Double Layer von Verbatim

Zu den von Verbatim produzierten Produkten gehören unter anderem:
- DVD-RAMs
- externe Festplatten
- (wieder-)beschreibbare Blu-ray-Discs
- (wieder-)beschreibbare CDs
- (wieder-)beschreibbare (Dual-Layer-) DVDs
- (wieder-)beschreibbare HD DVDs
- M–DISCs[3]
- Magnetbänder
- Speicherkarten
- USB-Sticks
- Powerbanks

Das Unternehmen besitzt Werke in den USA, Japan und Singapur. Der größte Teil der Produktion von CD-R(W) und DVD-/+R(W) ist jedoch an Lizenznehmer ausgelagert, die im Auftrag von Verbatim nach Verbatim-Fertigungs- und Qualitätsrichtlinien produzieren. Die Produkte weisen, sofern sie das Advanced Azo/Super Azo/Metal Azo/SERL-Label aufweisen, qualitativ dieselben Eigenschaften wie die „Original“ Verbatim-Produkte auf und werden mit denselben Materialien und nach denselben Verfahren produziert.
Gleichwertige Medien werden in Teilen Asiens unter dem Namen „Mitsubishi“ vertrieben. Die „Mitsubishi Black Diamond“-DVD-Rohlinge, die in Teilen Europas verkauft werden, kommen nicht von Mitsubishi Kagaku, sondern von Mitsubishi Electric.
Besonders im Bereich CD-R sowie bei der DVD-Produktreihe „Pearl White“ (8x) werden von den genannten Firmen auch deren eigene Produkte zugekauft. Diese Produkte weisen die o.a. Label jedoch nicht auf und wurden früher zur Unterscheidung unter der Produktreihe DataLife statt DataLifePlus geführt. „Pearl White“ 16x besitzen inzwischen aber wieder Mitsubishi-Mediacodes, sind also Original-Verbatim und nicht mehr zugekauft.
Seit Ende 2006 produziert Prodisc im Auftrag von Verbatim einen für Archivierungszwecke optimierten Rohling unter der Bezeichnung „Archival Grade“ (in anderen Ländern als UltraLife verkauft). Hierbei handelt es sich um DVD-R-Rohlinge mit Advanced AZO-Technik (8x Schreibgeschwindigkeit), bei denen eine zusätzliche Reflexionsschicht aus Gold aufgebracht sowie ein besonders kratzfester Lack auf der Datenseite benutzt wird. In Deutschland ist dieser DVD-Typ nur als „Photo Printable“ verfügbar. Es existieren zwar von Verbatim sowohl unbedruckbare DVD-R als auch (unbedruckbare) CD-R dieses Typs, jedoch werden diese von Verbatim nicht in Deutschland vertrieben.
In Europa war Verbatim im Jahr 2008  Marktführer mit 30 Prozent Marktanteil bei den CD-Rs und 39 Prozent bei den DVD-Rs.
Der Hersteller PDO Europe vertreibt in Deutschland sowohl DVD-R als auch CD-R, die laut Aussage von PDO Europe identisch sind mit Verbatims Archival Grade Medien und aus der gleichen Produktion stammen.
| Typ      | Produkt | Hersteller | Media Code (ATIP/ADIP)                                         |
| -------- | --- | --- | -------------------------------------------------------------- |
| CD-R     | Extra Protection Surface (ehem. DataLife) 43351 und weitere                                                                | Prodisc, CMC Magnetics, Moser Baer India, Daxon, Ritek, Taiyo Yuden Sie werden nicht mit Verbatim-Technik hergestellt, sondern sind umgelabelte Produkte der Originalhersteller. | verschiedene                                                   |
| CD-R     | Pastel Disc (ehem. DataLife) 43417 und weitere                                                                             | Taiyo Yuden | Taiyo Yuden Co. Ltd., 1                                        |
| CD-R     | DataLifePlus Metal Azo/Super Azo 43352, 43438 und weitere                                                                  | Moser Baer India und CMC Magnetics, mit Verbatim-Technik Früher auch durch Verbatim Singapur selbst hergestellt.                                                                 | Mitsubishi Chemical, 3                                         |
| CD-RW    | (DataLifePlus) SERL/Advanced SERL 43147, 43191, 43101 und weitere                                                          | CMC Magnetics mit Verbatim-Technik, und Verbatim Singapur | Mitsubishi Chemical, 3/4/5                                     |
| DVD+R    | (DataLifePlus) Metal Azo/Advanced Azo (8x)/Advanced Azo+ (16x) 43550, 43500, 43498, 43481, 43471, 43274, 43231 und weitere | Moser Baer India, Prodisc und CMC Magnetics, mit Verbatim-Technik Früher auch durch Verbatim Singapur selbst hergestellt. Auch kleinere Taiyo Yuden-Serien existieren.           | MCC 001, MCC 002, MCC 003, MCC 004, YUDEN000 T02, YUDEN000 T03 |
| DVD+R    | DataLife oder Pearl White 43559, 43570, 43571 und weitere                                                                  | CMC Magnetics und Ritek, oder Moser Baer India mit Verbatim-Technik Bei 4x und 8x umgelabeltes Produkt, bei 16x Verbatim-Technik verwendet!                                      | MCC 004, CMC MAG E01, RITEK R03, CMC MAG F01                   |
| DVD+R    | DataLifePlus Pastel Disc Advanced Azo 43464 und weitere                                                                    | Taiyo Yuden | YUDEN000 T01, YUDEN000 T02                                     |
| DVD+R DL | Advanced Azo (2,4x) | Verbatim Singapur, Moser Baer India | MKM 001                                                        |
| DVD+R DL | Azo (8x) | Verbatim Singapur, Moser Baer India, CMC Magnetics | MKM 003                                                        |
| DVD+RW   | (DataLifePlus) SERL 43228 und weitere                                                                                      | CMC Magnetics, mit Verbatim-Technik, oder Verbatim Singapur | MCC A01, MKM A02, MKM A03                                      |
| DVD-R    | (DataLifePlus) Metal Azo/Advanced Azo (8x)/Advanced Azo+ (16x) 43548, 43518, 43475, 43272 und weitere                      | Moser Baer India, Prodisc und CMC Magnetics, mit Verbatim-Technik Früher auch durch Verbatim Singapur selbst hergestellt. Auch kleinere Taiyo Yuden-Serien existieren.           | MCC 00RG200, MCC 01RG20, MCC 02RG20, MCC 03RG20, TYG02, TYG03  |
| DVD-R    | DataLife oder Pearl White 43568, 43569 und weitere                                                                         | CMC Magnetics und Ritek, oder Moser Baer India mit Verbatim-Technik Bei 4x und 8x umgelabeltes Produkt, bei 16X Verbatim-Technik verwendet!                                      | MCC 03RG20, CMC MAG. AE1, CMC MAG. AF1                         |
| DVD-R    | DataLifePlus Pastel Disc Advanced Azo 43465 und weitere                                                                    | Taiyo Yuden | TYG01, TYG02                                                   |
| DVD-R    | Archival Grade | Prodisc | MCC 02RG20                                                     |
| DVD-R DL | Advanced Azo | Verbatim Singapur | MKM 01RD30                                                     |
| DVD-RW   | DataLifePlus SERL | CMC Magnetics, mit Verbatim-Technik, oder Verbatim Singapur | MCC 00RW11N9, MCC 01RW4X, MKM 01RW6X                           |
| DVD-RAM  | (ehem. DataLifePlus) 43449 und weitere                                                                                     | Panasonic Japan | 3x: M01J3002, M01J3003, M01J3004; 5x: M01J5006                 |
| BD-R     | | Verbatim Japan | VERBATIMA000                                                   |

### Herstellungsländer
| Land der Herstellung | Möglicher Hersteller          |
| -------------------- | ----------------------------- |
| Taiwan               | CMC Magnetics, Prodisc, Ritek |
| China                | CMC Magnetics, Prodisc, Ritek |
| Japan                | Taiyo Yuden                   |
| Indien               | Moser Baer India              |
| Singapur             | Verbatim Singapur             |
| Malaysia             | Daxon                         |
| Mexiko               | CMC Magnetics                 |
| Irland               | CMC Magnetics (ehem. Kodak)   |
| EU                   | CMC Magnetics (ehem. Kodak)   |

### Innenring
Anhand der Informationen auf dem Innenring lassen sich bei einigen DVD+R und DVD-R Rohlingtypen weitere Informationen über den eigentlichen Hersteller gewinnen. Relevant ist das allerdings nur für den Produktionsstandort Taiwan, da hier zwei unterschiedliche Hersteller im Auftrag von Verbatim fertigen.
| Land der Herstellung | Möglicher Hersteller                        | Code auf dem Innenring | Beispiel                                  |
| -------------------- | ------------------------------------------- | --- | ----------------------------------------- |
| Taiwan, China        | CMC Magnetics                               | 16 Zeichen, beginnend mit 3 Buchstaben z. B. MAH, PAP, PAH, MAD Erstes Zeichen M oder P (Minus oder Plus), Zweites Zeichen meist A (Azo) oder W (reWritable), drittes Zeichen Schreibgeschwindigkeit (D = 4x, H = 8x, P = 16x), siebtes Zeichen Produktionsjahr (I=2004, J=2005, K=2006, L=2007, t.b.c.) Beispielcode ist ein DVD+R 16 fach Rohling, der Anfang 2007 gekauft wurde | PAPA14KJ07193850                          |
| Taiwan               | Prodisc                                     | + oder − in der Mitte zwischen 2 9er-Zeichen-Blocks | 3444E2197+430778210                       |
| Indien               | Moser Baer India                            | 6 Ziffern -R + 2 Buchstaben + 4 Ziffern oder 7 Ziffern +R + 2 Buchstaben + 5 Ziffern | 130 509 -R E E 8173 2311 424 +R E A 25152 |
| Singapur             | Mitsubishi Chemical Corp./Verbatim Singapur | 14 Zeichen, meist 2 Buchstaben zu Beginn | VM256743X43512                            |

### Stampercode
Der Stampercode wird beim Produktionsprozess auf der Aufzeichnungsseite aufgebracht. Er stammt direkt von dem Gerät, auf dem der Rohling hergestellt wurde. Der Stampercode befindet sich in der Nähe des – meist durchsichtigen – Innenrings. Er kann allerdings nur unter einem bestimmten Blickwinkel ausgelesen werden.
Der Stampercode von Verbatim hat in der Regel einen Aufbau ähnlich ZD…-DVR-…. oder auch ZC…-DVR-…. (Beispiel: ZD0001-DVR-X47B).

## Techniken optischer Speicher
Die mit Verbatim-Technik oder von Taiyo Yuden hergestellten und zugekauften optischen Datenträger benutzen verschiedene patentierte Techniken.
Metal Azo (CD-R)
Metal Azo ist ein tiefblauer Azofarbstoff für Schreibgeschwindigkeiten bis 16x. Metal Azo kommt noch gelegentlich bei Audio CD-R zum Einsatz.
Super Azo (CD-R)
Super Azo wird bei höheren Geschwindigkeiten (24x und höher) eingesetzt.
In Japan werden Super Azo CD-R auch als „Sonic Azo“ verkauft.
Metal Azo (DVD+/-R)
Metal Azo ist ein lila Azofarbstoff für Schreibgeschwindigkeiten bis 2x/2.4x.
Advanced Azo(+) (DVD+/-R)
Advanced Azo wurde mit 4x DVD+R eingeführt und bei den 8x DVD+R beibehalten. Die 16x DVD+R benutzen Advanced Azo+.
SERL (CD-RW, DVD+/-RW)
Die mehrfach beschreibbaren Datenträger benutzen die Super Eutectic Recording Layer(SERL)-Technik, die sich beim Löschen (anders als bei Medien anderer Hersteller) regenerieren soll.
SERL kommt bei Medien zum Einsatz, die bei weniger als ca. 6000 1/min beschrieben werden. Dies ist bei CD-RW-Medien der Fall, die für 4x oder 10x/12x-Geschwindigkeit ausgelegt wurden. Bei DVD+RW-Medien ist die Maximalgeschwindigkeit 4x.
Es werden auch spezielle Audio CD-RW mit der sogenannten TeRL(Tellurium Alloy Recording Layer)-Technik hergestellt.
Advanced SERL(+) (CD-RW)
Advanced SERL wird bei Medien über der 6000 1/min-Grenze benutzt. CD-RW-Medien für 24x oder 32x Geschwindigkeit und DVD-RW-Medien für 6x-Geschwindigkeit werden mit Advanced SERL hergestellt.